# Шяркшненайское староство
Шяркшненайское староство (лит. Šerkšnėnų seniūnija) — одно из 9 староств Мажейкяйского района, Тельшяйского уезда Литвы. Административный центр — деревня Шяркшненай.

## География
Расположено на севере Литвы, на Жямайтской возвышенности, в северо-западной части Мажейкяйского района.
Граничит с Сядским староством на западе, Жидикайским и Мажейкяйским апилинкским — на севере, Тиркшляйским — на востоке, Гадунавским староством Тельшяйского района — на юге и Няваренайским староством Тельшяйского района — на юго-востоке.

## Население
Шяркшненайское староство включает в себя 20 деревень.